# Paolo Bartolozzi
Paolo Bartolozzi (ur. 12 września 1957 we Florencji, zm. 4 lutego 2021) – włoski polityk, prawnik, poseł do Parlamentu Europejskiego V, VI i VII kadencji.

## Życiorys
Ukończył studia prawnicze. Zaangażował się w działalność Chrześcijańskiej Demokracji, obejmował kierownicze stanowiska we władzach regionalnych tej partii. Od 1985 do 1987 sprawował urząd burmistrza Londy. Od 1987 zasiadał w radzie regionalnej Toskanii, od 2005 do 2007 jako jej wiceprzewodniczący.
Po rozwiązaniu DC w połowie lat 90. działał w Zjednoczonych Chrześcijańskich Demokratach (był zastępcą sekretarza krajowego tej partii), następnie wstąpił do Forza Italia. W latach 2001–2004 i ponownie w latach 2008–2009 sprawował mandat posła do Parlamentu Europejskiego V i VI kadencji. W 2009 ubiegał się o reelekcję z ramienia Ludu Wolności, stanowisko w PE utrzymał po rezygnacji Silvia Berlusconiego z jego objęcia. Po faktycznym rozwiązaniu PdL został członkiem reaktywowanej partii Forza Italia. Mandat deputowanego wykonywał do 2014.